# Maria Ódry

Maria Ódry (n. 16 februarie 1953, Arad) Grafician.
Studii: Universitatea Timișoara, promoția 1976, secția desen, clasa prof. Luca Adalbert.

## Biografie și expoziții
Din 1977 participă la toate expozițiile artiștilor plastici din Arad.
Membră a Uniunii Artiștilor Plastici din
România, din 1993.
Expoziții personale: 1979 Expoziție de
acuarelă și desen, Clubul Presei, Arad.
1981 Expoziție de acuarelă și desen, Galeria
„Alfa”, Arad.
Expoziții de grup: 1986 Bienala națională
de grafică, Sala „Dalles”, București; 1987 Salonul
de grafică, Sala „Dalles”, București; 1988 Bienala
națională de desen, Galeria „Arta”, Arad; 1988
Bienala națională a tineretului, Baia Mare;
1988 Salonul național de grafică, Sala „Dalles”,
București.
Expoziții internaționale: 1987 Art of today,
Budapesta, Ungaria; 1990 Art of miniature,
Toronto, Canada.
Lucrări în colecții particulare: România,
Germania, Ungaria, Canada.
Lucrează la Complexul Muzeal Arad, ca
restaurator pictură.

## Lucrări și cronică
|  | Ódry Mariaa descoperit în tehnica acuarelei mijlocul cel mai potrivit pentru exprimarea unei sensibilități delicate. Lucrările sale înfățișează naturi statice ( în care evită organizărilecompoziționale complicate) și mai ales peisaje. În acestea din urmă, culoarea așternută în zone mari și în straturi subțiri este străbătută de o lumină difuză, obținută prin udarea prealabilă a suportului de hârtie. Procedeele sunt simple, dar artista le mânuiește cu dezinvoltură. Din aceasta se naște farmecul lucrărilor sale. Fără a pune probleme care o depășesc, Ódry Maria oferă cu generozitate o artă bazată pe sinceritatea sentimentului și plăcerea vizuală. | — 1996 Horia Medeleanu |